# Zemljopis Moldavije
Moldavija je smještana u jugoistočnoj Europi, graniči s Rumunjskom na zapadu i Ukrajinom (te s Pridnjestrovskom Moldavskom Republikom) na sjeveru, jugu i istoku. Većina njezinog teritorija nalazi se između dviju rijeka Dnjestra i Pruta. Dnjestar čini mali dio granice s Ukrajinom na sjeveroistoku i jugoistoku, ali uglavnom teče kroz istočni dio zemlje, odvajajući Besarabiju i Pridnjestrovlje. Prut čini cijelu zapadnu granicu s Rumunjskom. Dunav dotiče moldavsku granicu na svom najjužnijem dijelu i čini granicu samo 200 metara.

## Statistika
- položaj: Istočna Europa, sjeveroistočno od Rumunjske

- geografski koordinate: 47 ° 00'N 29 ° 00'E

- površina: 
  - ukupno: 33.851 km ²
  - zemljište: 32.891 km ²
  - voda: 960 km ²

- površina - usporedba: nešto veća od Marylanda, (SAD) i Albanije

- kopnena granica: 
  - ukupno: 1390 km
- graniči s: Rumunjska 450 km, Ukrajina 940 km

- obala: 0 km (bez izlaza na more)

- prirodni resursi: lignit, fosforit, gips, obradivo zemljište, vapnenac

- korištenje zemljišta: 
  - oranice: 53.47%
  - trajni nasadi: 8,77%
  - drugo: 37.75% (2011)

- navodnjavano zemljište: 2.283 km2  (2011.)

- ukupni obnovljivi izvori vode: 11,65 km3

- prirodne opasnosti: klizišta (57 slučajeva u 1998. godini)

## Klima
Moldaviji blizina Crnog mora daje blagu klimu i sunčano vrijeme.  Klima je umjerena kontinentalna s toplim i dugim ljetima, s temperaturama u prosjeku oko 20 °C, a zime su relativno blage i suhe sa siječanjskom temperaturom  -4 °C. Godišnja količina oborina, koja se kreće od oko 6 cm na sjeveru do 4 cm na jugu, može znatno varirati. Duga sušna razdoblja nisu neuobičajena. Najveća količina oborina javlja u rano ljeto i opet u listopadu kada su česti pljuskovi i oluje. Zbog nepravilnog terena, jake ljetne kiše često uzrokuje eroziju i zamuljivanje rijeka.  Najviša temperatura ikad zabilježena je 41,5 °C 21. srpnja 2007. (Camenca). Najniža temperatura ikad zabilježena je -35,5 °C 20 siječanj 1963. (Brătuşeni).

## Topografija
Većina teritorija Moldavije je umjereno brdska s mnogim potocima i rijekama. Geološki Moldavija leži prvenstveno na dubokoj sedimentnoj stijeni. Moldavska brda su dio Moldavske visoravni, koja geološki potječe od Karpata. Na sjeveru države su brežuljci koji imaju prosječnu visinu od 240 do maksimalnih 320 metara. Moldavski plato ima prosjek od 200 metara i maksimalnu visinu od 250 metara i može se podijeliti u Balti stepe i Srednjo prutsku dolinu. Središnja moldavska visoravn je prosječne nadmorske visini od oko 350 do 400 m, isprepletena dubokim ravnim dolinama, gudurama i depresijama.  Najviši vrh zemlje Bălăneşti je s 1.407 ili 1.410 metara ovisno o izvoru, nalazi se u zapadnom dijelu Središnje moldavske visoravni. 
Prema jugu i jugoistoku brda su visoka 150-200 metara s ima brojnim gudurama i ponorima. Pridnjestrovlje se nalazi na ograncima u Podolske visoravni  (rumunjski: Podişul Podoliei, ukrajinski: Volyno-Podil's'ka vysochyna).  Južna polovica Pridnjestrovlja može se smatrati zapadnom krajem euroazijske stepe i ima prosječnu visinu od 100 metara a maksimalno 170 metara. Visoka desna obala i niska lijeva obala Dnjestra su ovdje u oštrom kontrastu.

## Vanjske poveznice
- Moldova.org  Arhivirana inačica izvorne stranice od 16. siječnja 2009. (Wayback Machine)
- Pontic stepe Svjetski fond za prirodu
- google maps